# Ez a ház bontásra vár
Az Ez a ház bontásra vár (This Property is Condemned) egy 1966-os amerikai filmdráma Sydney Pollack rendezésében. Az alapötletet Tennessee Williams egyfelvonásos drámája adta. A produkciót egy Golden Globe-díjra jelölték.

## Cselekmény
|  | Alább a cselekmény részletei következnek! |

Willie (Mary Badham) a vasúti síneken sétál bő, rá még túl nagy ruhákban, mikor egy fiú, Tom leszólítja, és beszélgetni kezdenek. Willie egy valaha bérháznak használt romos épületben lakik, amit le fognak bontani és tilos oda belépni. Willie elmondja a fiúnak, hogy ez a ruha nővérének egyetlen öröksége számára, családjával együtt eme romos házban élt, csakúgy zajlott ott az élet. Ezzel Willie mesélni kezd, és visszaugrunk a múltba.
Egy szőke idegen (Robert Redford) érkezik a vasúton, és szállást keres a környéken. A nagy zsivaj miatt figyelmes lesz egy közeli bérházra és egy rohangáló lányra, Willie-re, aki az anyját keresi. Az idegen kivesz egy szobát náluk, közben Willie-től megtudja, hogy szülinapot ünnepelnek, és mindenki már csak a nővérére, Alvára (Natalie Wood) vár. Willie kérdezősködni kezd, de az ismeretlen szűkszavú, és csak annyit mond, amennyit szükséges. Alva betoppanásával a hangulat a tetőfokára hág, egyértelmű, hogy mindig ő a társaság központja. Miután elfújja az anyja tortáján a gyertyákat, szemébe tűnik a szőke ismeretlen, akivel kölcsönösen érdeklődnek egymás iránt. Az idegent Owennek hívják, és egy munkaügy miatt tartózkodik itt nagyon rövid ideig. Owennek bár tetszik Alva, úgy gondolja, mivel örökösen körberajongják a férfiak, ő is csak szórakoztatás céljából lett érdekes a nő számára.
Alva személyisége azonban ennél sokkal naivabb. Álmodozó, nagy a fantáziája, minden vágya, hogy elmehessen ebből a bérházból, azonban az édesanyja, Hazel (Kate Reid) rövid pórázon tartja. Tisztában van vele, hogy Alva nélkül nem lenne ilyen sok vendégük, bár a lányával csak annyit éreztet, hogy igazi kis hercegnőként lett felnevelve, a körme nem törött le, annyit sem kellett dolgoznia. Kieszeli, hogy hozzáadja Alvát az özvegy, de nagyon jómódú Johnsonhoz, hogy ezzel is biztosítsa saját jövőjét. Viszont Alva eldönti, hogy a saját lábára áll, és közeledik Owen felé, annak ellenére, hogy a falusi munkások között népszerűtlenné vált, mert csak azért jött, hogy leépítsen a gazdasági válság miatt. Owen magával akarja vinni Alvát New Orleansba, de Hazel egy ügyes trükkel elhiteti vele, hogy Alvát már eljegyezték. Owen megszakítja a kapcsolatot Alvával, Alva pedig konstatálja, hogy elúszott az utolsó lehetősége, hogy elszabaduljon anyja mellől.
Személyes bosszút áll Hazelen az állítólagos eljegyzési partiján Johnsonnal. J.J (Charles Bronson), Hazel szeretője mindig magáénak akarta Alvát, valószínűsíthető, hogy csak ezért maradt Hazel mellett. Alva megmutatja Hazelnek, hiába ő az édesanyja, már nincs vonzereje, és nélküle semmit sem ér. Csak két szavába kerül, és J.J otthagyja Hazelt, és még aznap feleségül veszi Alvát. Alva azonban elszökik, pénzt lop J.J-től, és New Orleansba utazik, hogy megkeresse Owent. Owen és Alva boldog napokat töltenek együtt. Owen állásajánlatot kap Chicagóban, ezért javasolja Alvának, hogy keresse fel Willie-t és vigyék őt is magukkal. Alva levelet ír Willie-nek, húga helyett azonban Hazel érkezik, aki újabb tervébe akarja rángatni Alvát. Mikor Alva nem egyezik bele, feltárja Owen előtt, hogy Alva már férjnél van, és így soha nem veheti feleségül. Alva elkeseredetten elmenekül a zuhogó esőben.
A film visszaugrik Willie-re és Tomra. Willie elmondja, hogy nővére gyakran panaszkodott rá, hogy nem kap rendesen levegőt. Nem sokkal később Alva meghalt légzési problémákkal küzdve (feltehetően tuberkulózis). Hazel elment valamiféle férfival, ő pedig egyes-egyedül maradt.  
|  | Itt a vége a cselekmény részletezésének! |

## Szereplők
| Színész             | Szerep       | Magyar hang        |
| ------------------- | ------------ | ------------------ |
| Natalie Wood        | Alva Starr   | Kocsis Mariann     |
| Robert Redford      | Owen Legate  | Selmeczi Roland    |
| Charles Bronson     | J.J.         | Jakab Csaba        |
| Kate Reid           | Hazel Starr  | Menszátor Magdolna |
| Mary Badham         | Willie Starr | Bogdányi Titanilla |
| Alan Baxter         | Knopke       | Cs. Németh Lajos   |
| Robert Blake        | Sidney       | Bartucz Attila     |
| John Harding        | Johnson      | Makay Sándor       |
| Ray Hemphill        | Jim          | n.a                |
| Brett Pearson       | Charlie      | n.a                |
| Jon Provost         | Tom          | n.a                |
| Robert Random       | Tiny         | n.a                |
| Quintin Sondergaard | Hank         | n.a                |
| Mike Steen          | Max          | n.a                |
| Bruce Watson        | Lin Tate     | Seszták Szabolcs   |

## Háttértörténet
Redford és Wood másodszor szerepelt együtt a vásznon, először 1965-ben a Daisy Clover belülről című filmben. A producer, Ray Stark, Elizabeth Taylort kérte fel a főszerepre, a rendezői székbe pedig John Hustont kívánta ültetni. Taylor csak akkor kívánt belemenni, ha Richard Burton rendez. Taylor és Burton kiesett a képből, így Natalie Wood jutott lehetőséghez, aki mint kiderült, nagy rajongója volt Tennessee Williams műveinek: „ Valószínűleg ennél közelebb már nem is juthatok Blanche DuBois-hoz, jobb is, ha mindent kihozok belőle!” – nyilatkozta tréfásan a színésznő, utalva a nagysikerű A vágy villamosa 1951-es adaptációjára.
Wood Robert Redfordot választotta ki partneréül, aki Sydney Pollacket javasolta rendezőnek. Ám hamarosan komoly gondba ütköztek. Williams drámája egy alig húszperces dialógus Willie és egy fiú között. A film csupán keretként használja fel a színművet. A készítők pedig sehogy nem tudtak azon túljutni, hogy ez csak egy egyfelvonásos dráma. Redford idézte vissza emlékeiben önéletrajzát írójának, hogy a producer minden szabad emberét a forgatókönyv fölé ültette, Fred Coe-tól kezdve Francis Ford Coppolán át mindenkin (nem is írták ki mindet a stáblistára), míg a végén Pollack felnyalábolta a dossziékat, bezárkózott a szobájába, és a tömérdek papírhalmot összerakva kivágott egy sablont, és egy új történetet hozott létre, majd megkérte David Rayfieldet, hogy simítsa el a problémás részeket. Tennessee Williams teljesen elkeseredett, mikor megtudta, hogy mi lett a drámájából, ezért ki akarta vetetni a nevét a stáblistáról. Végül nem azt írták ki, hogy Williams drámája alapján készült, hanem az inspirálta.
A Willie-t játszó Mary Badham is kemény dióként emlékezett vissza a forgatásra, majd' mindennap új forgatókönyvet kaptak, Redford naplójából pedig kiderült, hogy remélte, Natalie Wood egyszer csak besokall, és kisétál, s a rémmese itt véget ér.

## Fogadtatás

### Kritikai visszhang
Annak ellenére, hogy a Variety magazin a színészeket egytől-egyig dicsérve kiváló filmdarabnak találta, a produkció 64%-os minősítést ért el a Rotten Tomatoeson tizennégy értékelés alapján. A kritikusok csalódottak voltak a forgatókönyv miatt, és úgy érezték, ilyen szerepgárda mellett Pollack rendezésében jobb is kisülhetett volna. A New York Times azt írta: „(A forgatókönyvírók) eltúlozták a főszereplők karakterjegyeit. Redford egyenesen tisztának hat, mint a ma született bárány.” A Harvard Lampoon szatirikus magazin megszavazta Woodot – tekintve, hogy az utóbbi filmjei nem sikerültek jól –, az idei év, az előző és a következő év legrosszabb színésznőjének. Wood biztosan érzett némi megaláztatottságot, de a játékot fairül tovább játszotta, és megjelent, hogy személyesen is átvegye a "kitüntetését", és még beszédet is tartott.

### Díjak és jelölések
- 1967: Golden Globe-díj a legjobb női főszereplőnek – filmdráma (jelölés) – Natalie Wood
- 1967: Laurel-díj a legjobb női előadónak (jelölés) – Natalie Wood